# Acronicta schlumbergeri
Acronicta schlumbergeri är en fjärilsart som beskrevs av Schultz 1906. Acronicta schlumbergeri ingår i släktet Acronicta och familjen nattflyn. Inga underarter finns listade i Catalogue of Life.